# 东京四照花
东京四照花（学名：Cornus tonkinensis）是山茱萸科山茱萸属的植物。分布在越南以及中国大陆的云南、广西、贵州、四川等地，生长于海拔1,120米至1,800米的地区，一般生于森林中，目前尚未由人工引种栽培。
种加名 tonkinensis 意为越南“东京的”。